# Lingua kamviri
La lingua kamviri è una lingua appartenente alla Famiglia linguistica delle Lingue indoiraniche, sottogruppo delle Lingue nuristani, parlata nella vallata del Bashgal, nella Provincia di Nurestan, in Afghanistan ed in due località del Chitral, in Pakistan, dove viene chiamato « shekhani ».
Da alcuni studiosi, il kamviri viene considerato come un dialetto del kati.